# محوطه ارچیلان
محوطه ارچیلان مربوط به تا اوایل دوره تیموریان است و در شهرستان طالقان، روستای آرتون واقع شده و این اثر در تاریخ ۱۲ بهمن ۱۳۸۱ با شمارهٔ ثبت ۷۰۶۹ به‌عنوان یکی از آثار ملی ایران به ثبت رسیده است.